# Reenstierna

Abraham Momma, adlad Reenstierna, drev tillsammans med sin bror Jacob gruvor och bruk i övre Norrland. David Klöcker Ehrenstrahl har här målat honom i ackja bakom en ren.

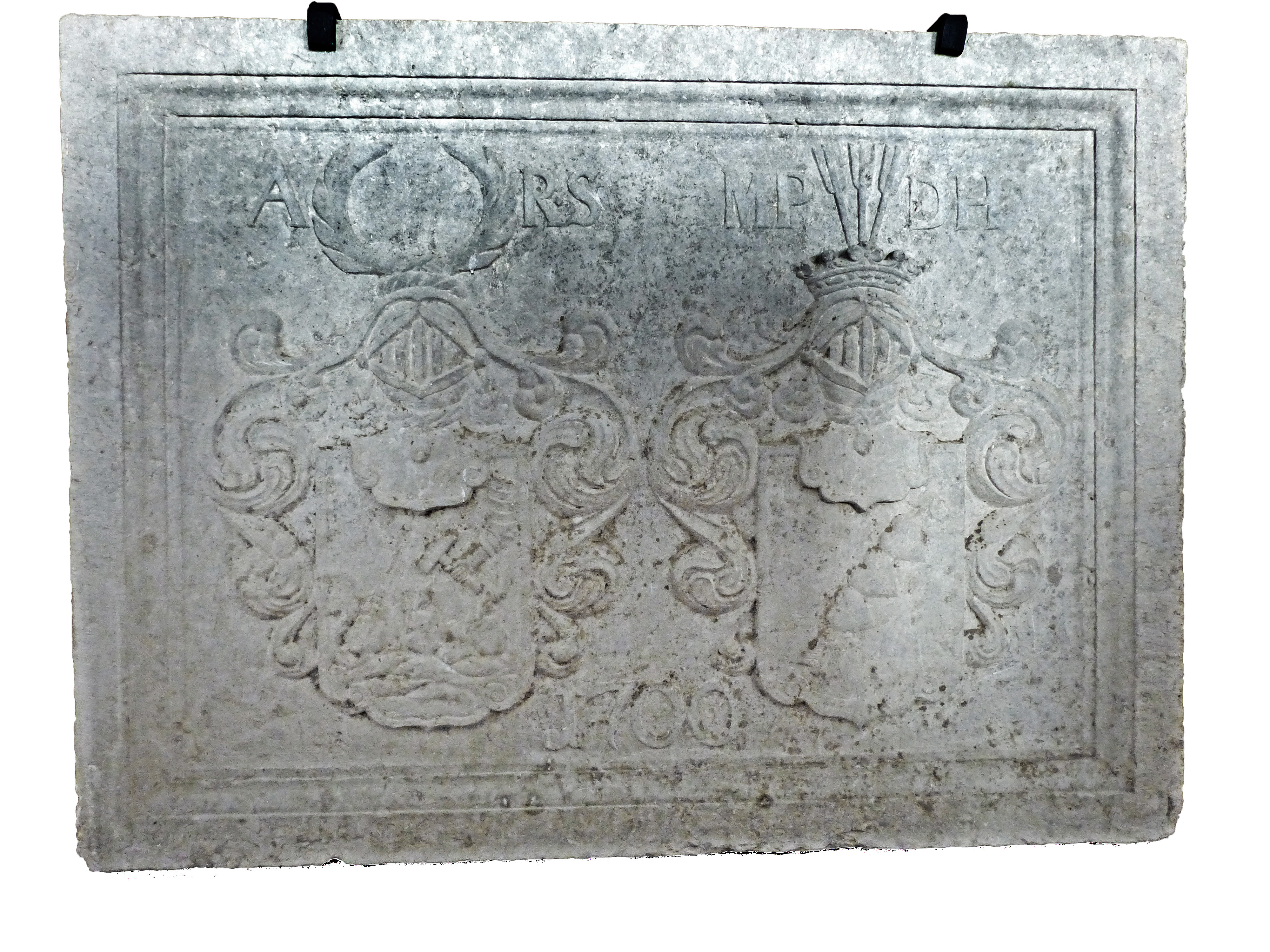
I Skarstads kyrka i Västergötland skapades år 1700 ett gravkor för en gren av släkten Reenstierna. Här en stentavla därifrån uppsatt i den nuvarande kyrkan i Skarstad. Abraham Reenstiernas och hans hustru Mette Hiertas initialer och vapensköldar.

Reenstierna är en adlig släkt, ursprungligen en patriciersläkt från Aachen i nuvarande Tyskland, med namnet Momma, som inkom till Sverige på 1640-talet med bröderna Abraham (1623-1690), Willem (död 1681) och Jacob (1625–1678). De tre bröderna var framgångsrika bruks- och handelsidkare, och de adlades 1669 på namnet och introducerades på Riddarhuset 1672 på nummer 818. En släktgren upphöjdes till grevlig värdighet. Endast den obetitlade grenen fortlever.

## Historik
När Frankrike anföll Nederländerna 1672 upphörde de vänskapliga förbindelserna mellan Holland och Sverige, och brödernas holländska kredit drogs in, vilket blev början till släktens ekonomiska undergång, problemen växte under Karl XII:s hårda finanspolitik, då brödernas affärsställning blev totalt undergrävd.
Släkten Reenstiernas ekonomiska nedgång innebar att de flesta i följande släktled intog relativt blygsamma positioner. Som adliga gällde i de flesta fall den militära banan. Ett undantag är Jakob Reenstierna, son till den förste Jakob Reenstierna. Han gjorde en lysande karriär som ämbetsman och utnämndes till friherre 1711 och greve 1714, men introducerades inte. Även hans bana slutade dock i nedan. Efter sin död dömdes han till 3000 daler silvermynt i böter för att ha gett fribrev för seglation till av fienden ockuperade baltiska sjöstäder. Sonen Axel introducerades 1719 som greve med nummer 57 på Riddarhuset.
Släkten Reenstiernas i dag mest kända medlem är Märta Helena Reenstierna, även känd som Årstafrun. Genom att föra en omfattande dagbok under 46 år från 1793 har hon levererat en unik dokumentation av livet på och kring en herrgård i Stockholms närhet. Märta Helena Reenstierna är barnbarnsbarnbarn till den första Jakob Reenstierna.
Landsarkivet stavar namnet Reenstjerna. Adelskalendern stavar Reenstierna och den stavningen är också den idag vanligast förekommande.

## Personer med efternamnet Reenstierna
- Abel Reenstierna (1665–1723), hovjunkare och affärsman
- Abraham Reenstierna (1623–1690), tysk-svensk affärsman
- Anna Maria Reenstierna (1662–1729), herrgårdsfru, bruksförvaltare och hustru till Peter Svedberg adlad Schönström och Nils Djurclou adlad Djurklow
- Fredrik Ulrik Reenstierna (1722–1783), ämbetsman
- Jacob Reenstierna den äldre (1625–1678), affärsman
- Jacob Reenstierna den yngre (1659–1716), ämbetsman
- John Reenstierna (1882–1956), bakteriolog, professor
- Abraham Reenstierna den yngre
- Märta Helena Reenstierna (1753–1841), herrgårdsfru, dagboksförfattare, "Årstafrun"